# Оргоническая энергия
Оргони́ческая эне́ргия, или орго́нная эне́ргия (лат.  organismus — живое существо) — псевдонаучный термин, обозначающий некую «универсальную энергию жизни». Термин предложен психоаналитиком Вильгельмом Райхом в рамках его теории о причинах отдельных психических болезней. Теория оргонический энергии (оргона) была раскритикована коллегами В. Райха за пренебрежение научными методами при разработке доказательств теории, а также за то, что существование данного вида энергии должно в корне опровергнуть существующие законы физики (в частности — законы термодинамики).
Райх утверждал, что обнаружил «универсальную энергию жизни» в своих исследованиях, проводимых в конце 1930-х годов. Согласно теории В. Райха, «оргонная» энергия проникает и заполняет всё вокруг, не относится к энергии статического электричества, а также имеет синий цвет (то есть данная «энергия» должна создавать электромагнитное излучение в синем спектре цвета). Он считал, что определённые формы болезни являются следствием блокирования в теле этой энергии, и пытался их лечить. Также В. Райх считал, что «оргонная» энергия влияет на эмоции и сексуальность.
Для доказательств своей теории он построил «оргонные аккумуляторы (накопители)» (Orgone accumulators). Оргонный аккумулятор Райха представляет собой ящик, стенки которого выполнены из чередующихся слоёв металла и диэлектрика и которые должны накапливать оргонную энергию. В «оргонный аккумулятор» помещался пациент, в результате чего «оргонная энергия» должна была оказывать влияние на здоровье пациента. При выполнении данных «экспериментов» какие-либо испытания на контрольной группе пациентов не проводились (в том числе для исключения эффекта плацебо), что является грубейшим нарушением научного метода.
Эти работы были квалифицированы научным сообществом как псевдонаука, что вызвало отчуждение между В. Райхом и другими психоаналитиками. В итоге это привело учёного к тюремному заключению.

## Применение
Психотерапевты и врачи иногда применяли методы В. Райха для выпуска эмоции и даже его «оргонный аккумулятор» как часть терапии. Схема накопителя оргонной энергии использована в экспериментах Рано. Применение подобных методов для терапевтических целей в настоящее время ограничено врачами-психотерапевтами, которые обучались в «прорайховских» учреждениях, таких как American College of Orgonomy. При этом появление любого лечебного эффекта от подобных экспериментов, скорее всего, является результатом эффекта плацебо.

## Развитие исследований
В дальнейшем «исследования» свойств и возможности «увеличения ёмкости» «аккумуляторов оргонной энергии» проводились М. В. Скарятиным (1883—1963 гг.), публиковавшим свои труды на французском языке под псевдонимом Энель. Скарятин считал, что форма пирамиды лучше всего «аккумулирует оргонную энергию», а «излучение» или «энергия» пирамиды имеет сложную структуру. По утверждению автора, им было выделено несколько составляющих (лучей) этого «излучения» или «энергии». Также, по его утверждению, «луч Пи» якобы разрушает опухолевые клетки и способствует высушиванию (мумификации) организмов в пирамидах. А «луч Омега» якобы способствует сохранению продуктов и благотворно влияет на организм человека. Научную ценность данных «исследований» оценить невозможно, так как они не были опубликованы ни в одном научном журнале (только публикации в виде художественной литературы).
О. Хепфнер утверждал, что «оргонную энергию» наиболее эффективно накапливают аккумуляторы в форме пирамиды или полусферы и её можно выводить из пирамиды с помощью медного кабеля. Возможно, это тоже проявление эффектов статического электричества. Как считал В. Райх, оргонная энергия присутствует везде, но в одних местах её интенсивность выше, чем в других.
Теория В. Райха перекликается с религиозными представлениями даосизма (Дао), согласно которым весь мир построен из энергии Ци, и индуизма (прана). Одной из целей этой религии было нахождение средств для управления энергией и обеспечения гармонии между человеком и окружающим его пространством. В системе фэншуй также выделяют две полярные составляющие. Подобные компоненты энергии имеются в системе Рэйки, терапии полярности, системах «лечебных» или «энергетических пирамид» (все перечисленные «теории» также в настоящий момент относятся к псевдонаучным).
Сторонники подобных псевдонаучных теорий и религиозных учений утверждают, что наиболее эффективно энергию Ци накапливают сооружения в форме пирамиды, полусферы (ступы) или луковицы, и это находит отражение в сакральной архитектуре храмовых сооружений всех мировых религий. Утверждается, что современные исследования якобы «подтвердили» это и обнаружили различия в распределении полярности энергии для форм в виде пагоды и купола, а также «выявили» отдельные составляющие (лучи) этих двух полярных компонент — Инь и Ян. При этом результаты самих «исследований» по независящим от исследователей причинам до сих пор не были опубликованы ни в одном научном журнале (см. Теория заговора), поэтому аргументированная критика данных «исследований» является невозможной.